# Pasir Pangaraan Airport
Pasir Pangaraan Airport är en flygplats i Indonesien.   Den ligger i provinsen Kepulauan Riau, i den västra delen av landet, 1 100 km nordväst om huvudstaden Jakarta. Pasir Pangaraan Airport ligger 64 meter över havet.
Terrängen runt Pasir Pangaraan Airport är platt åt nordost, men åt sydväst är den kuperad. Runt Pasir Pangaraan Airport är det ganska tätbefolkat, med 75 invånare per kvadratkilometer. I omgivningarna runt Pasir Pangaraan Airport växer i huvudsak städsegrön lövskog.